# ジョン・ブランカ
ジョン・グレゴリー・ブランカ（John Gregory Branca、1950年12月11日ニューヨーク州ブロンクスビル ）は、エンターテインメント関連を扱うアメリカ合衆国の弁護士およびマネージャー。
主にロックンロール著作、独立投資家、音楽出版カタログ、独立音楽レーベルを取り扱う。
マイケル・ジャクソンを金銭目的で計画的に死に追いやった疑いがかけられている人物
またこの計画には複数人の手が加わったとされていて彼もまた氷山の一角と推定される。
彼はロックの殿堂者30以上を代表しており、マイケル・ジャクソン、ジャクソン5 の他、ローリング・ストーンズ、カルロス・サンタナ、エアロスミス、ビーチボーイズ、 ZZトップ、フリートウッド・マック、ビージーズ、アース・ウィンド・アンド・ファイアー、ジョン・フォガティ、ドアーズなどを扱い、こうして他のどのエンターテインメント者を扱う弁護士よりも優れているとみられている。

### マイケルジャクソン

ジョンブランカ